# Função parcial
Em matemática, uma função parcial é quase uma função, falhando na definição, porque para nem todos {\displaystyle x} do domínio existe algum {\displaystyle f(x).} Mais precisamente, uma função parcial:
{\displaystyle f:X\to Y}
é uma relação cujo gráfico:
{\displaystyle R={(x,f(x)),x\in X}}
satisfaz o axioma:
{\displaystyle \forall x\in X,y_{1},y_{2}\in Y,(x,y_{1})\in R\land (x,y_{2})\in R\implies y_{1}=y_{2}.}
Em outras palavras, {\displaystyle f} é uma relação tal que a restrição de {\displaystyle f} ao seu domínio é uma função. Temos como exemplos:
- arco seno
- raiz quadrada
- função inverso

{\displaystyle f(x)={\frac {1}{x}}}
são funções parciais de {\displaystyle \mathbb {R} } em {\displaystyle \mathbb {R} .}